# Coco Rocha
Mikhaila Rocha (Toronto, Canadá; 10 de septiembre de 1988) conocida como Coco Rocha, es una supermodelo canadiense nombrada una de las nuevas top models según Vogue.
Rocha fue descubierta por el ojeador Charles Stuart en 2002, cuando tenía 14 años de edad mientras competía en un concurso mundial de baile en Suiza. Steven Meisel conoció a Rocha en febrero de 2006 y la fichó para protagonizar una editorial de Vogue junto a Gemma Ward y a Amanda Moore. Desde ese momento su carrera no dejó de cosechar éxitos, protagonizó una portada de la revista Vogue Italia y se subió a la pasarela por primera vez con la temporada primavera verano 2006 en New York donde desfiló para Anna Sui y Marc Jacobs.

## Biografía
Nació en Toronto, Ontario y creció en Richmond, Columbia Británica.

## Carrera como modelo

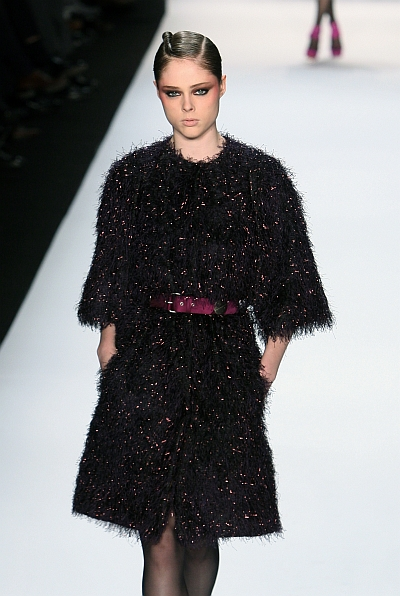
Coco Rocha desfilando en 2008.

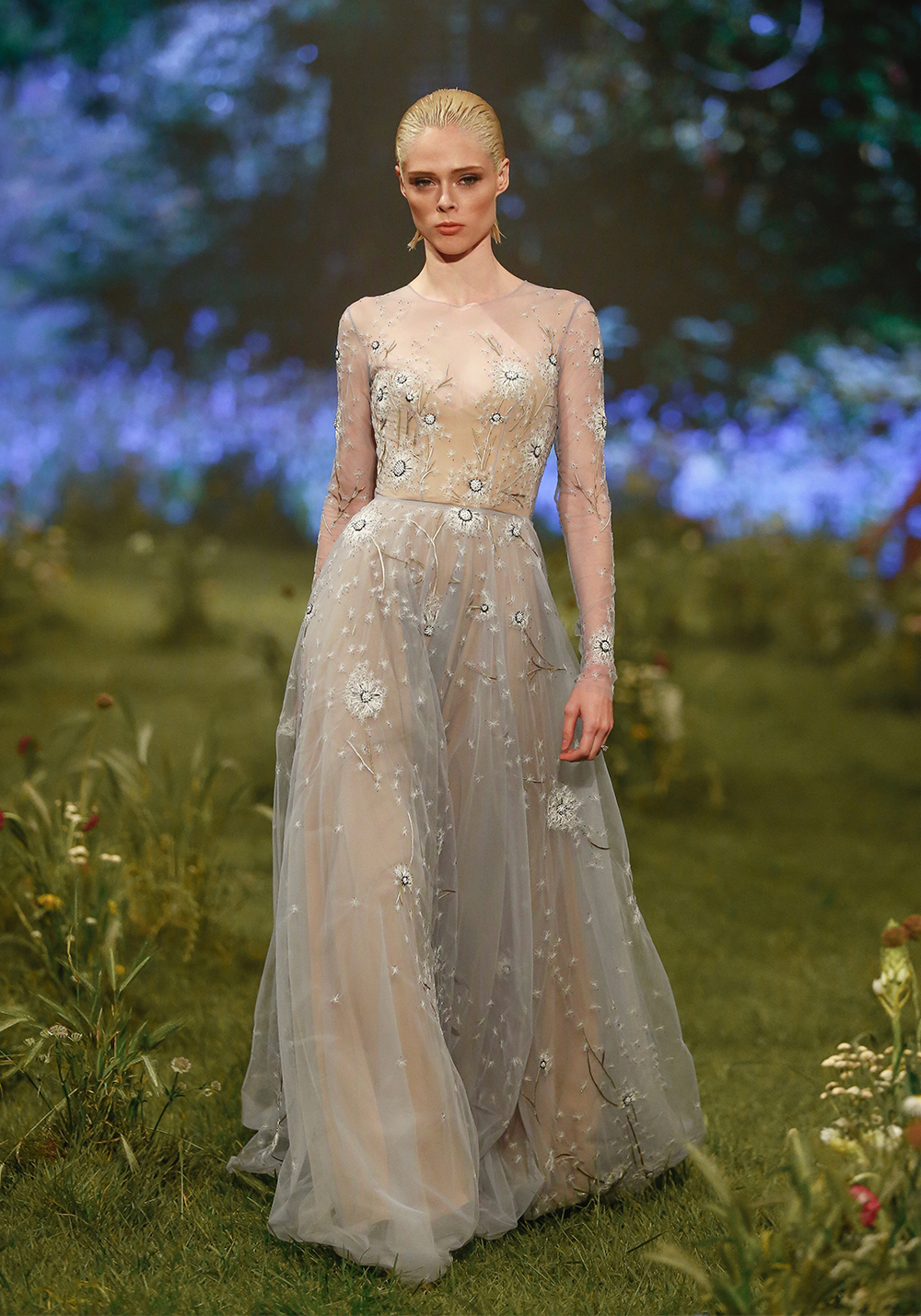
Coco Rocha desfilando en 2016.

Una de sus grandes aficiones desde pequeña era la danza, y lo que más le gustaba era la danza irlandesa. Apuntada a diversas academias de danza, participó desde muy pequeña en varias competiciones.
En 2004, con 16 años, comenzaba a dar sus primeros pasos, su 1,78 y sus 84-61-86 se dejaban ver tímidamente en algún desfile como el del diseñador mallorquín Miguel Adrover. En 2005 ficharía por la agencia neoyorquina Elite Models lo que le abriría las puertas a la fama, ya que a finales de ese mismo año y de la mano del fotógrafo Steven Meisel realizaría una editorial junto con Gemma Ward y Amanda Moore. A raíz de esa editorial le comienzan a llover las ofertas de trabajo. En febrero de 2006 sería portada para el Vogue en su edición italiana y unas semanas más tarde estaría en la New York Fashion Week, desfilando para Anna Sui y para Marc Jacobs. También formó parte en la Paris Fashion Week donde desfilaría para Christian Lacroix, Chanel y Louis Vuitton, donde además sería la encargada de abrir y cerrar el desfile. Numerosas publicaciones se hacían eco de su imagen, incluso ya era imagen de Dolce & Gabbana y Balenciaga. Se comenzaba a hablar de ella como la modelo revelación de la temporada. 
Pero fue sin duda el 2007 la confirmación de Coco Rocha como una de las modelos del momento, desfilando para 70 diseñadores por temporada donde, claro está, no faltarían los Karl Lagerfeld, Yves Saint Laurent, Valentino, Versace, D&G, Prada y un largo etcétera. También participaría en el calendario Pirelli 2008 y sería imagen mundial de la fragancia Elle de Yves Saint Laurent. Como nota anecdótica, cabe destacar el desfile para Jean Paul Gaultier. El diseñador francés, había oído hablar de sus dotes para la danza, por lo que desfiló bailando mientras sonaba una canción escocesa.
En 2008 apenas ha bajado su ritmo de trabajo, 60 shows realizó para la temporada de otoño-invierno 2008/2009 y para la temporada primavera-verano 2009 camino lleva de igualar la cifra, desfilando recientemente en New York, París y Milán. Este año también ha participado en campañas como las de Yves Saint Laurent, Chanel Paris-London, Chistian Dior o Nicole Farhi.
Desde su debut, Rocha ha sido la imagen de una gran variedad de campañas publicitarias incluyendo Versace, Americana Manhasset, Balenciaga, Chanel, D&G, Dior, Dolce & Gabbana, Lanvin, The Gap, Ports 1961, Tommy Hilfiger, Esprit, Liz Claiborne, Calvin Klein, Nicole Farhi, DeBeers, Zac Posen, y Rimmel. Ha aparecido en las ediciones americana, italiana, coreana, francesa, rusa, española, brasileña, japonesa, mexicana y británica de la revista Vogue.
En julio de 2010, Rocha apareció en la web de Vogue diariamente durante un mes entero en una sección llamada "Today I'm Wearing". Al mes siguiente, Rocha apareció en una cartelera en Times Square para una campaña publicitaria con la revista Marie Claire en colaboración con Project Runway en el que ella aparecía con el diseño del participante ganador.
En la primavera de 2011, se anunció que Rocha sería de nuevo la imagen de una edición limitada diseñada por Karl Lagerfeld para la campaña de Coca Cola Light. Ella previamente había colaborado con Karl Lagerfeld y Coca Cola en 2010.
En agosto de 2011, se anunció también que Coco sería la imagen de una colección de Karl Lagerfeld para Macy's.

## Vida privada
Rocha ha sido una devota testigo de Jehová desde su infancia, y en una entrevista en 2013 declaró que ella todavía sigue la tradición de los Testigos de Jehová en la predicación de puerta a puerta. Ella se llama a sí misma "una cristiana primero y modelo después" y dice que debido a su fe no va a posar desnuda, con cigarrillos, armas, emblemas nacionalistas o iconos religiosos.
Rocha se casó con el artista James Conran el 9 de junio de 2010. Tienen dos hijas, Ioni James (nacida el 28 de marzo de 2015) y Iley Ryn (nacida el 22 de noviembre de 2020); y un hijo, Iver Eames (nacido el 20 de abril de 2018).